# Козо-Полянский, Борис Михайлович
Бори́с Миха́йлович Козо́-Поля́нский (1890—1957) — советский ботаник. Организатор и директор Воронежского ботанического сада (с 1937 года).

## Биография
Родился 8 (20 января) 1890 года в Асхабаде (ныне Ашхабад, Туркменистан).
В 1914 году окончил Московский университет. Был приглашён на работу ассистентом в Воронежский сельскохозяйственный университет, где до 1918 года работал с профессором Б. А. Келлером. После сдачи магистерских экзаменов перешел на работу в Воронежский государственный университет В 1920 году стал профессором Воронежского университета. Умер 21 апреля 1957 года. Похоронен в Воронеже на Коминтерновском кладбище .

## Научная деятельность
Основные труды по филогенетической систематике и морфологии высших растений. Козо-Полянский развивал эуантовую теорию происхождения цветка (из побега с видоизменёнными листьями) Ганса Галлира и Чарльза Бэсси, и на её основе построил оригинальную систему покрытосеменных. Он также предложил филогенетическую систему растительного мира в целом, и, основываясь на изучении анатомии плода, дал новую классификацию семейству Зонтичные.
Оригинальные воззрения ученого, высказанные им в 1920-е годы, на процесс филогении растительного мира, послужили поводом для написания шуточного полемического памфлета академика В. Л. Комарова под псевдонимом В. Леонтьев «Филогения в Воронеже» в 1922 году. В последующем концепция Козо-Полянского о происхождении высших растений нашла поддержку у авторитетного ботаника А. Л. Тахтяджяна, но это признание стало уже посмертным.
Занимался теоретическими вопросами ботаники и эволюционного учения (эволюционное значение симбиоза, проявление биогенетического закона у растений и др.).
Открыл на Среднерусской возвышенности богатый видами центр реликтовых растений (названный «центром Козо-Полянского»). Музей-заповедник Дивногорье—восточная окраина этого центра.
Автор ряда работ по истории ботаники.

### Симбиогенез
В 1920-е годы, Козо-Полянский внес большой вклад в развитие теории симбиогенеза. Он высказал предположение, что митохондрии являются симбионтами. Затем долгое время о симбиогенезе практически не упоминали в научной литературе. Второе рождение расширенная и конкретизированная теория получила уже в работах Линн Маргулис начиная с 1960-х годов.
Книга Б. М. Козо-Полянского «Новый принцип биологии» (1924) была впервые переведена на английский язык в 2010 г. Виктором Фетом по инициативе Линн Маргулис.
Линн Маргулис выступила на дарвиновских торжествах в Санкт-Петербурге в сентябре 2009 г. с докладом «Симбиогенез, новый принцип эволюции: восстановление приоритета Б. М. Козо-Полянского».
По свидетельству Виктора Фета,

«Самое неожиданное, однако, это то, что в своей книге 1924 г. Козо-Полянский указывает на фундаментальное различие между формами жизни на Земле, известными сегодня как прокариоты и эукариоты. Он, конечно, не использовал этих терминов, которые восходят к статье Шаттона (Chatton, 1925). Однако в отличие от Шаттона, Козо-Полянский верно уловил важность симбиогенетического происхождения эвкариотической клетки от прокариотических предков. Многочисленные примеры симбиогенеза, описанные Козо-Полянским в 1924 г., не только подтвердились, но и активно изучаются на всех уровнях организации…»

Памяти Б.М. Козо-Полянского и Л. Маргулис посвящен специальный выпуск журнала BioSystems "Симбиогенез и прогрессивная эволюция" (2021). Выдающийся вклад Б.М. Козо-Полянского в развитие концепции симбиогенеза рассматривается в статьях данного выпуска.

## В честь Бориса Михайловича Козо-Полянского названы

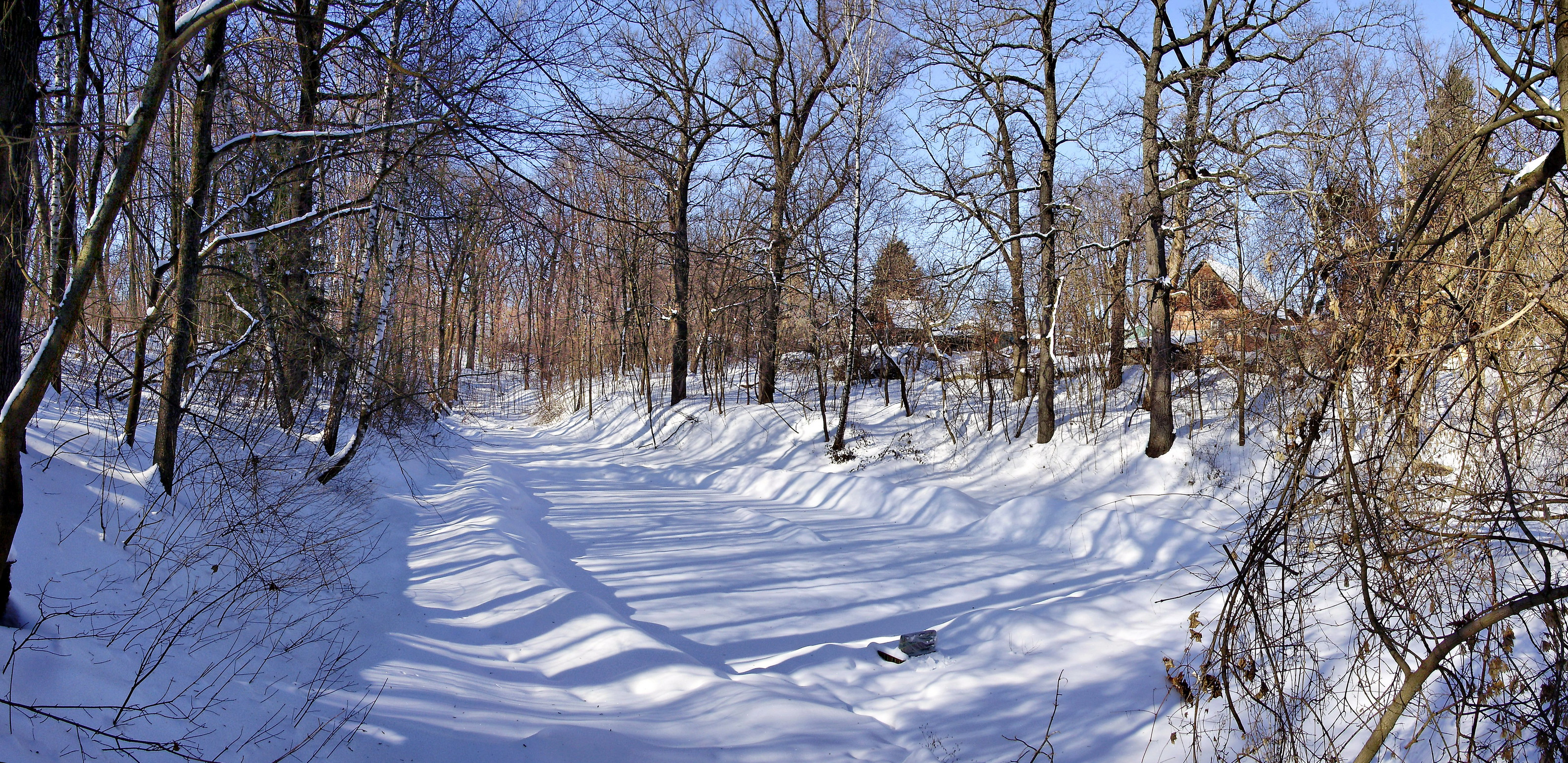
Ботанический сад им. Б. М. Козо-Полянского Воронежского государственного университета

Ботанический сад Воронежского государственного университета.
Улица в городе Воронеж, в новом жилом комплексе «Спутник» центрального района.
Род растений Козополянския (Kosopoljanskia Korovin) семейства Зонтичные (Apiaceae).
Несколько видов растений:
- Володушка Козо-Полянского (Bupleurum koso-polianskyi Grossh.) и Ферула Козо-Полянского (Ferula koso-poljanskyi Korovin) семейства Зонтичные;
- Проломник Козо-Полянского (Androsace koso-poljanskii Ovcz.)[11] семейства Первоцветные (Primulaceae);
- Шиповник Козо-Полянского (Rosa koso-poljanskii Chrshan.) семейства Розовые (Rosaceae).

## Награды
- два ордена Ленина
- Орден Трудового Красного знамени (4 ноября 1944) — за выдающиеся заслуги в деле подготовки специалистов для народного хозяйства и культурного строительства
- медали

## Основные работы
- Козо-Полянский Б. М. Введение в филогенетическую систематику высших растений, Воронеж, 1922
- Козо-Полянский Б. М. Новый принцип биологии. Очерк теории симбиогенеза, М., 1924
- Козо-Полянский Б. М. Основной биогенетический закон с ботанической точки зрения, Воронеж, 1937
- Козо-Полянский Б. М. Чайные растения Казахстана / Казахский филиал Академии наук СССР; Отв. ред. И. А. Поляков. — Алма-Ата, 1943. — 26 с. — (Серия научно-технической пропаганды).
- Козо-Полянский Б. М. Курс систематики высших растений, Воронеж, 1965